# Gesja Gelfmanová
Gesja Mirovna Gelfmanová (rusky Геся Мировна Гельфман; 1852 nebo 1855, Mazyr, Ruské impérium – 1.jul./ 13. února 1882greg., Petrohrad, Ruské impérium) byla ruská revolucionářka, členka skupiny Svoboda lidu, která byla zapletená do atentátu na Alexandra II.

## Životopis

### Mládí
Gesja Gelfmanová se narodila do židovské rodiny. Ve věku 16 nebo 17 let odešla z domova, údajně vyhnout se uspořádanému sňatku, a odešla do Kyjeva, kde pracovala v továrně na šití.

### Revolucionářka
Na začátku sedmdesátých let byla aktivní členkou několika revolučních organizací v Kyjevě. V roce 1877 byla odsouzena ke dvěma rokům na Litovském hradě. Roku 1879 odešla do Nižního Novgorodu, kde se spojila s organizací Svoboda lidu.
V roce 1881 byla členkou skupiny, která zavraždila Alexandra II. Když policie po atentátu zaútočila na jejich dům, Gelfmanové spolubydlící Nikolaj Sablin spáchal sebevraždu.

### Smrt
Během soudu s atentátníky Gelfmanová odmítla vinu, nicméně však byla odsouzena k trestu smrti pověšením stejně jako její spoluspiklenci. Několik hodin po vynesení rozsudku oznámila, že je ve čtvrtém měsíci těhotenství. Podle tehdejšího zákona byly popravy těhotných žen zakázané, protože plody byly považovány za nevinné. Její rozsudek byl jako jediné změněn na doživotní nucené práce.
Gelfmanová porodila v říjnu roku 1881. Porod probíhal v Petropavlovské věznici. Porodní komplikace a pozdní příchod lékařů měly za následek zánět pobřišnice. Její dcera jí byla odejmuta, umístěna v sirotčinci a rodiče byli zapsaní jako neznámí. Dne 1. února 1882 Gelfmanová zemřela. Její dítě brzy zemřelo také.